# You Can't Stop The Night
You Can't Stop The Night är ett hårdrocksalbum av Bang Camaro som släpptes år 2007. Låt nummer 1 på skivan, Push Push (Lady Lightning) är känd från musikspelet Guitar Hero. Låt nummer 3, Pleasure (Pleasure) är känd från det liknande spelet Rock Band.
Låtar:
01. Push Push (Lady Lightning)
02. Swallow The Razor
03. Pleasure (Pleasure)
04. Gates Of Love
05. The Ballad
06. Out On The Streets
07. You Know I Like My Band
08. F.Y.T.F.O.
09. Nightlife Commando
10. Rock Of Mages
11. Rock Rebellion
12. Bang Camaro